# Парнасцы
Парна́сцы (фр. Parnassiens), Парна́с (фр. Parnasse), Парна́сская шко́ла — группа (движение) французских поэтов, объединившихся вокруг Теофиля Готье и противопоставивших своё творчество поэзии и поэтике устаревшего, с их точки зрения, романтизма. «Голосу сердца» у романтиков они противопоставили точность глаза, вдохновению — работу, личности поэта — безличность сотворённой им красоты, активной вовлечённости поэта в катаклизмы его времени у Байрона и Гюго — объективное искусство ради искусства.

## Хронология движения
Название группы утвердилось с выходом у парижского издателя Альфонса Лемерра (фр., 1838—1912) в 1866 году поэтической антологии «Современный Парнас» (фр. Le Parnasse contemporain); в 1871 году последовал второй, а в 1876 году — третий выпуск. Периодом активной деятельности группы принято считать тридцатилетие между серединой 1860-х и серединой же 1890-х годов.

## Члены группы
К наиболее представительным членам группы обычно относятся:
- Теофиль Готье
- Теодор де Банвиль
- Жозе Мария де Эредиа
- Леконт де Лиль
- Вилье де Лиль-Адан
- Сюлли-Прюдом
- Франсуа Коппе
- Катюль Мендес
- Леон Дьеркс
- Жорж Леконт

Близкими к движению были Шарль Бодлер, Поль-Мари Верлен, Стефан Малларме, Артюр Рембо, Шарль Кро и Анатоль Франс, их стихи также печатались в выпусках «Современного Парнаса». Вместе с тем, Рембо выступил уже с критикой и пародиями на парнасцев, а зрелое творчество Малларме составило ядро символизма.

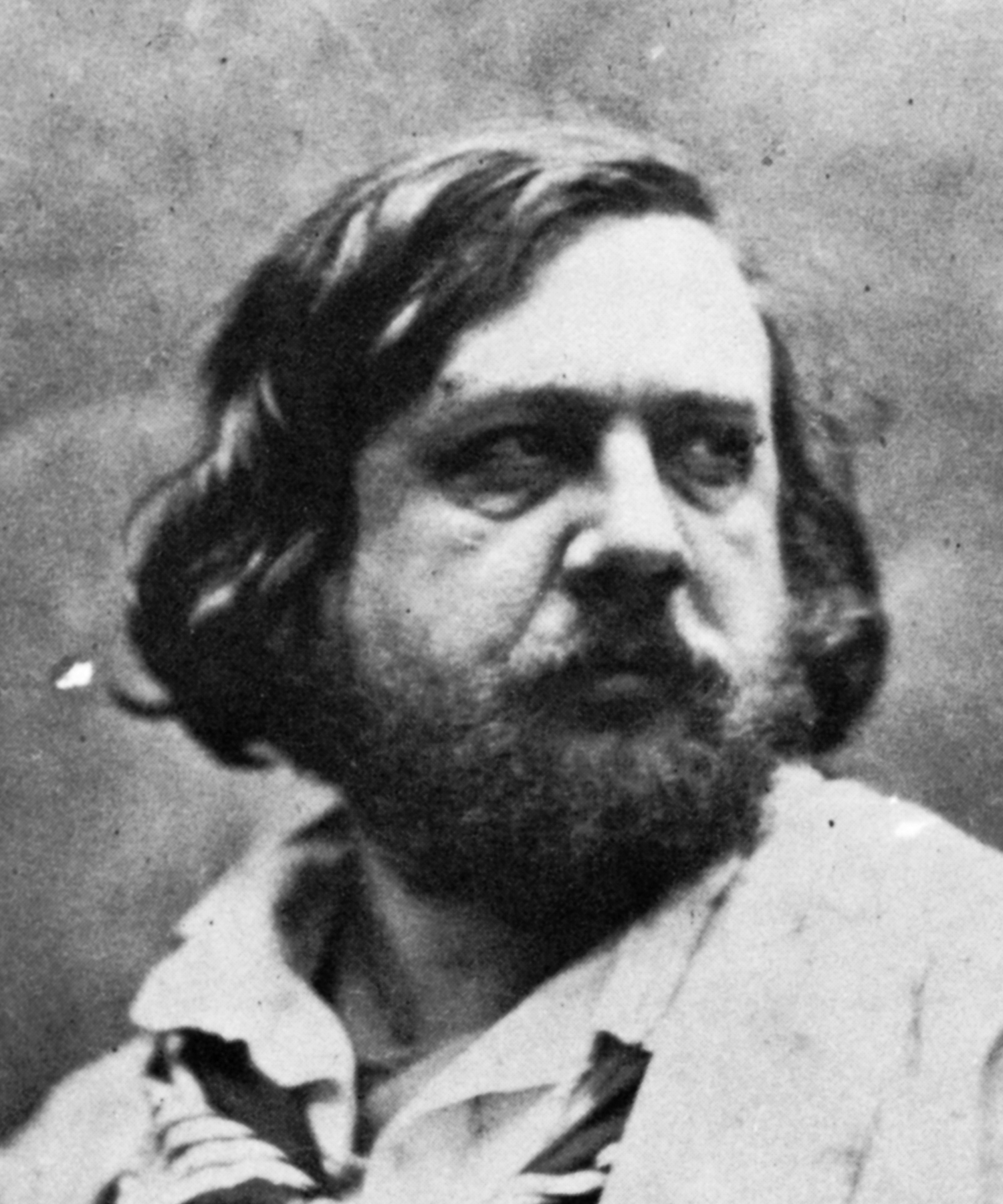
Теофиль Готье, 1856
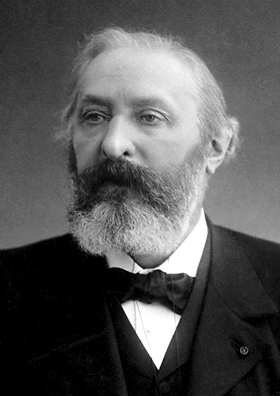
Сюлли-Прюдом
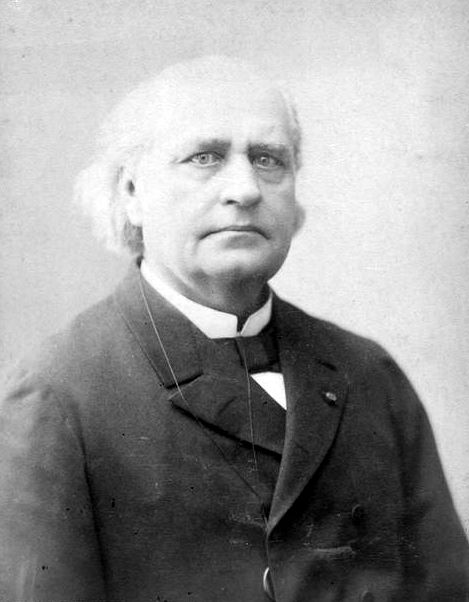
Леконт де Лиль
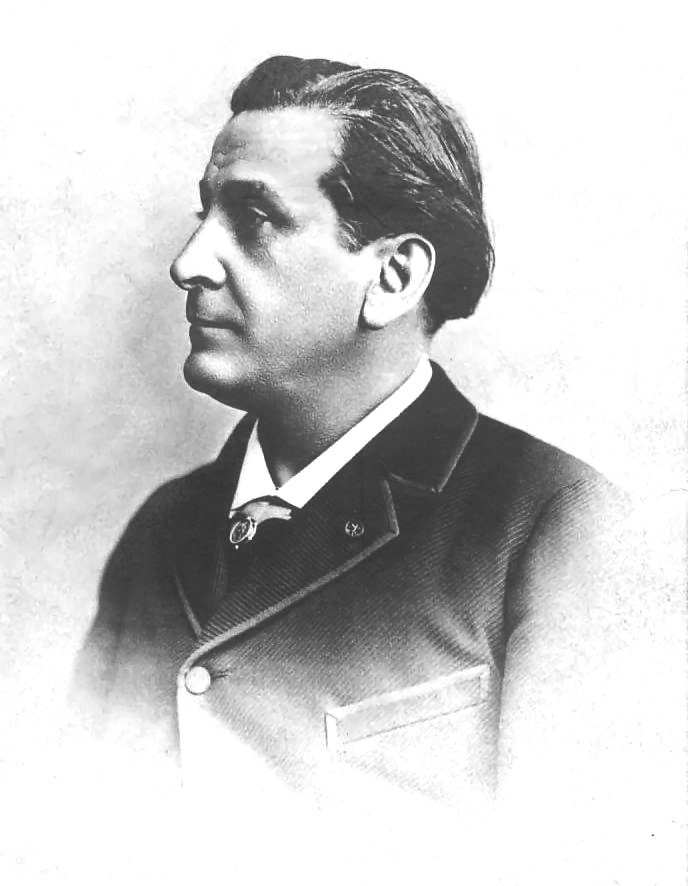
Франсуа Коппе

## Парнасцы в России
Стихи парнасцев в России переводили Валерий Брюсов, Иван Бунин, Иннокентий Анненский (мини-антология «Парнасцы и проклятые»), Максимилиан Волошин, Бенедикт Лившиц, Владимир Жуковский, Михаил Лозинский (и его студия), Игорь Поступальский, Ариадна Эфрон, Анатолий Гелескул, Борис Дубин и др.

## Парнасцы в Польше
Парнасская школа получила широкое распространение среди представителей движения «Молодая Польша». Предшественником польской парнасской школы считался поздний поэт-романтик Циприан Норвид, открытый в 1900 году Зеноном Мириамом Пшесмыцким. Основателем парнасской школы был Фелициан Фаленский. Другим известным представителем парнасской школы в Польше был поэт и писатель Богуслав Адамович.

## Парнасцы в Португалии
Выдающимся поэтом парнасской школы в Португалии был видный политик-монархист Алберту Монсараш.

## Парнасцы в Бразилии
Выдающимся поэтами парнасской школы в Бразилии были Альберто де Оливейра, Олаву Билак и Раймундо Коррея. А. Ж. Сарайва и О. Лопеш в монументальной монографии «История португальской литературы» первым по времени, а также и наиболее выдающимся португальским парнасцем назвали Гонсалвеша Крешпу. Лучшим учеником Гонсалвеша Крешпу и последователем французских парнасцев португальские литературоведы назвали Антониу Фейжо́.

## Публикации на русском языке
- Французские стихи в переводах русских поэтов XIX—XX вв. / Сост. Е. Эткинд. — М.: Прогресс, 1969.
- Лившиц Б. От романтиков до сюрреалистов. — Л.: Время, 1934.
- Лозинский М. Багровое светило. — М.: Прогресс, 1974.
- Поэзия Франции. Век XIX. / Сост. С.Великовский. М.. — Художественная литература, 1985.